# Viande blanche
La viande blanche est une viande dont la concentration en myoglobine dans les fibres musculaires est inférieure à celle de la viande rouge et de la viande noire. La différence réside aussi dans la teneur en fer, qui est deux fois moins importante dans les viandes de couleur blanche, et non pas dans la composition des protéines. Elle regroupe généralement les chairs issues du porc, du veau, du lapin et des volailles,.
Dans les études sur la nutrition, la viande blanche ne comprend que la volaille et le poisson, et exclut toutes les viandes de bétail, considérées comme de la viande rouge.

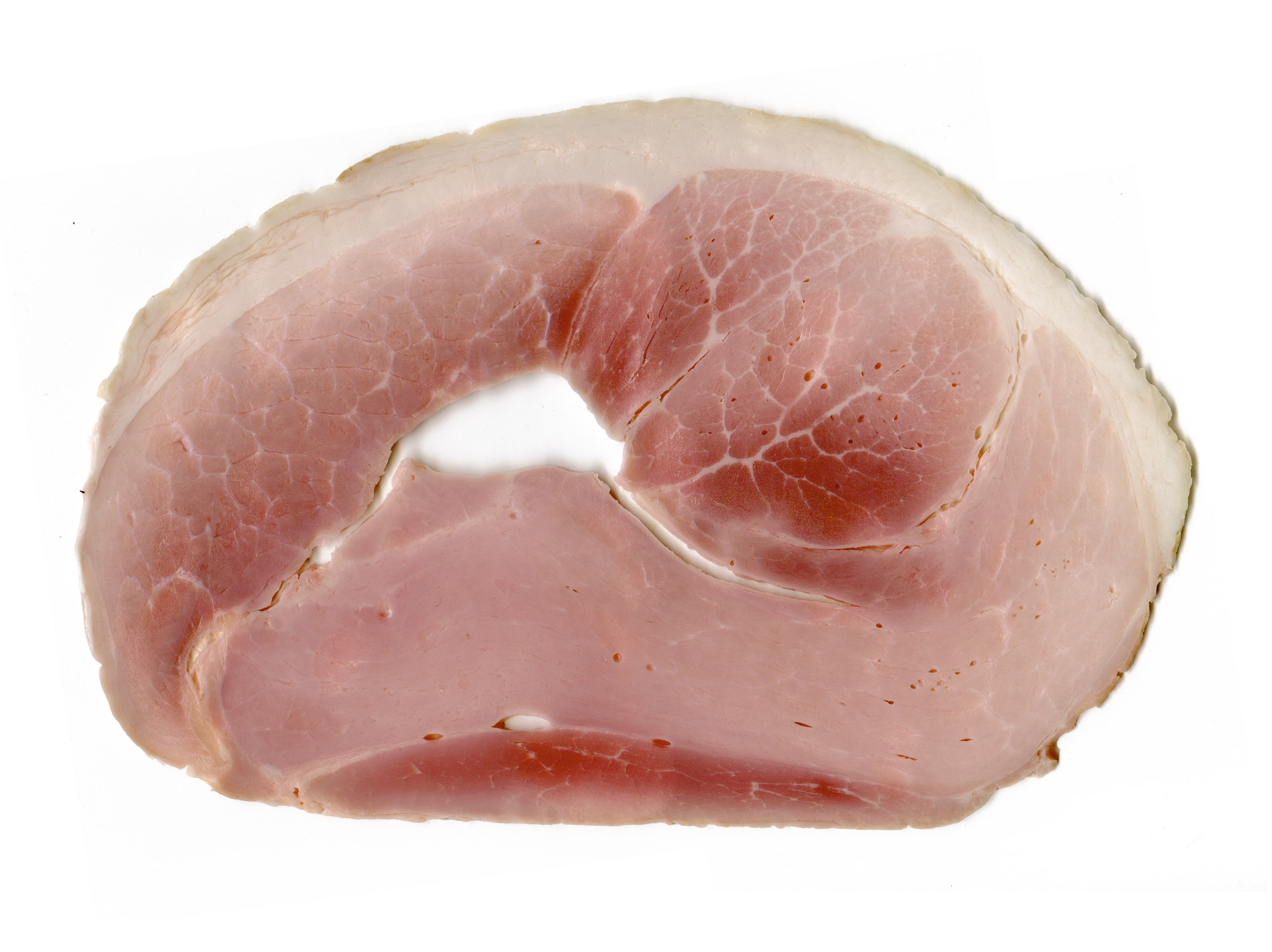
Tranche de jambon.
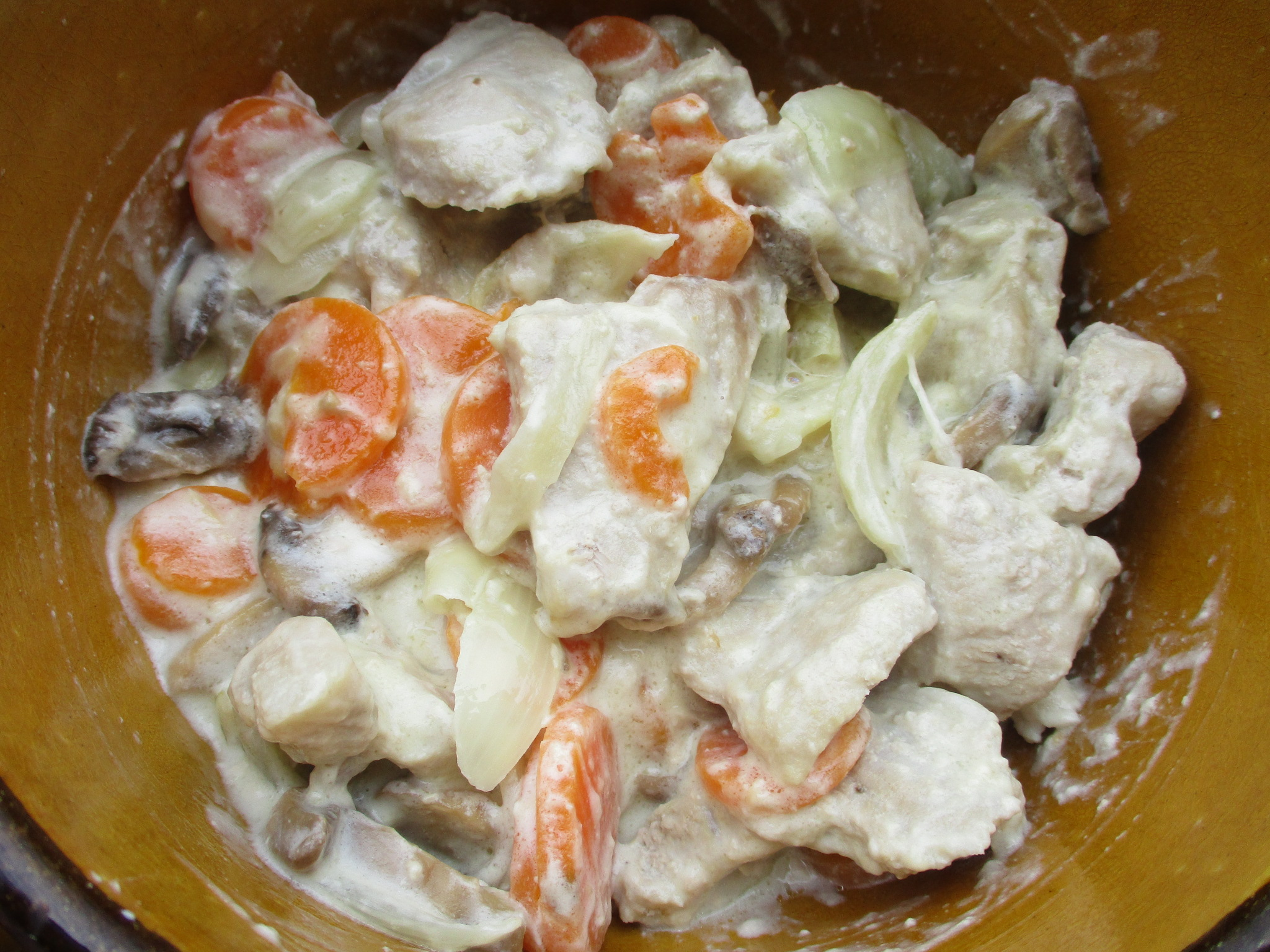
Blanquette de veau.
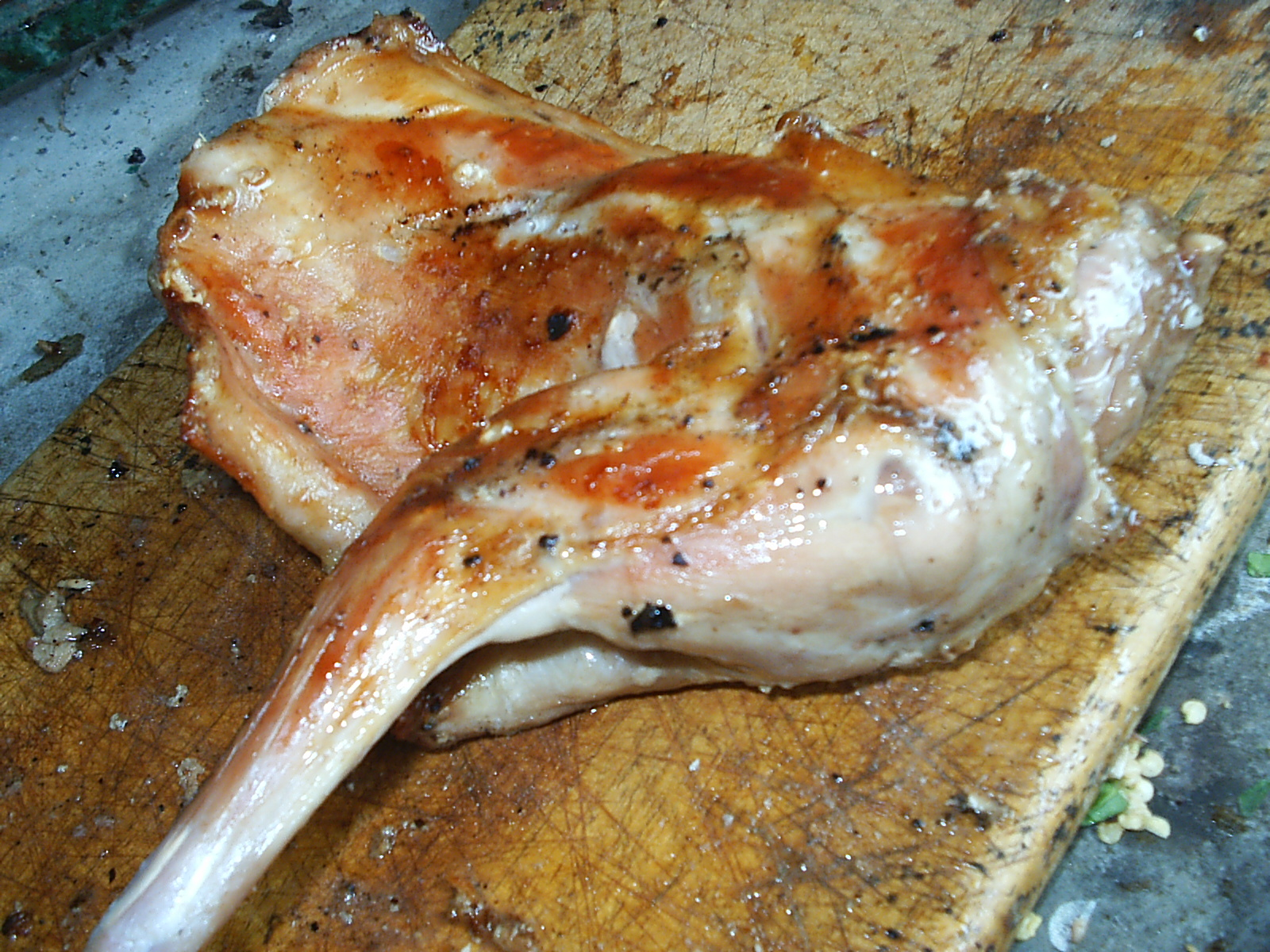
Carcasse de lapin grillée.
Carcasse de poulet crue.
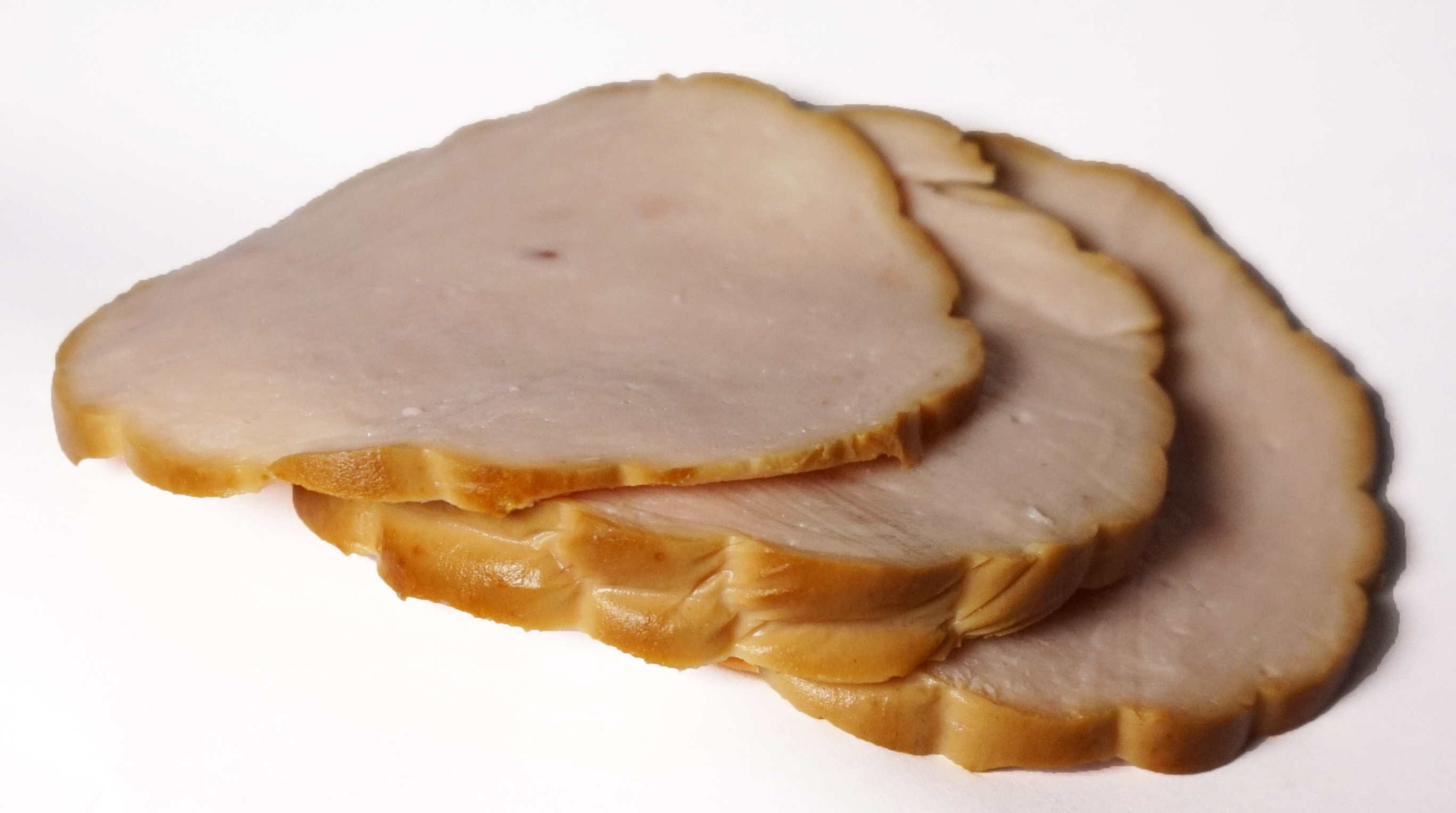
Rôti de dinde.